# Chilomycterus antennatus
Chilomycterus antennatus és una espècie de peix de la família dels diodòntids i de l'ordre dels tetraodontiformes.

## Morfologia
- Els mascles poden assolir 38 cm de longitud total.[2][3]

## Hàbitat
És un peix marí, de clima tropical i associat als esculls de corall que viu entre 2-13 m de fondària.

## Distribució geogràfica
Es troba a l'Atlàntic occidental (des del sud-est de Florida i les Bahames fins al nord de Sud-amèrica) i l'Atlàntic oriental (davant les costes de Mauritània).